# Ahnem

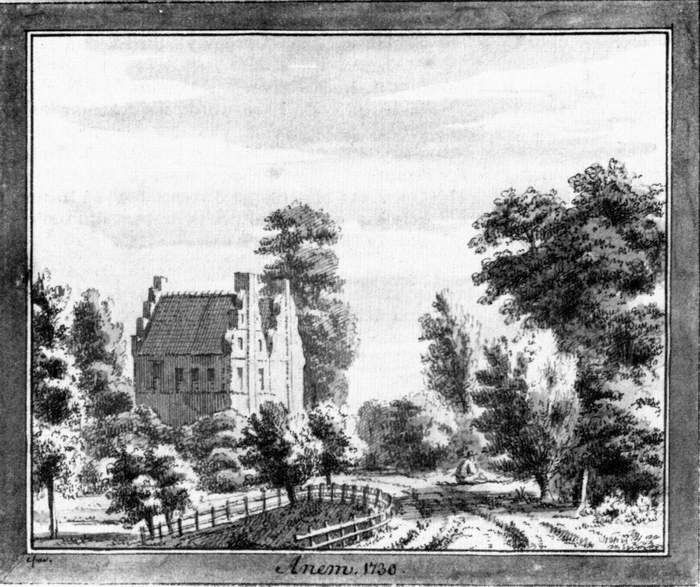
Pentekening op afstand van havezate Ahnem (rond 1730)

Ahnem was een havezate in de Sallandse buurschap Wijnvoorden in het schoutambt Wijhe. De havezate, die een leen van de bisschop van Utrecht was, werd voor zover bekend voor het eerst genoemd in 1382. In 1675 telde Ahnem negen vuursteden, en in 1840 bestond het uit een rentmeesterswoning, een boerenwoning, enkele daghuurderswoningen, een steenoven, tuinen, bossen en landerijen.
In de 14e eeuw bezat de familie Michiels het goed, waarna het in 16e eeuw vererfd werd aan de Van Yrthes, in de 17e eeuw aan de familie Martens, en in de 18e eeuw aan de Bentincks. In de 19e eeuw kwam het Ahnem tot slot in handen van de familie Van Rechteren, waaronder Johan Derck graaf van Rechteren van Ahnem.
Ahnem werd in 1891 in percelen verkocht, waarna er een boerenerf op werd geplaatst. De fundamenten van de boerenhoeve op het erf zijn in 1972 blootgelegd, waarbij een keldertrap en dunne kloostermoppen tevoorschijn kwamen. Funderingen van wat waarschijnlijk de bijgebouwen van Ahnem waren, zijn in westelijk gelegen weilanden teruggevonden. Tegenwoordig is er niets meer zichtbaar van de oorspronkelijke havezate.
Ahnem · Den Alerdinck · Arendshorst · Arkelstein · Averbergen · Beerze · Den Berg · Bergentheim · Blankena · Borgele · Boskamp · Boxbergen · Bredenhorst · Buckhorst · Campherbeek · Collendoorn · Den Dam · Dieze · Dingshof · Den Doorn · Hof te Dorth · Eerde · Egede · De Gelder · Gerner · Glinthuis · Gramsbergen · De Groote Scheere · De Grote Weede · De Haere · Haerst · Hagenvoorde · Heemse · Herxen · Hoenlo · Hofstede · 't Hogeholt · Hogenhof · 't Hoogehuis · Junne · Kranenburg · Krijtenberg · De Kuile · Het Laar · Langeveldslo · Leemcule · Luttenberg · Melenhorst · Mennigjeshave · Nijenhuis · Oosterveen · Den Ordel · De Pol · Pothof · Rande · Rechteren · Het Reelaer · Rhaan · Rollecate · Rutenberg · Schoonheten · Schuilenburg · Vechterweerd · Velner · Venebrugge · Verborg · Voorst · Vrieswijk · Werkeren · Westerveld · Windesheim · Wittenstein · Wolfshagen · Zuthem